# Давид ди Донателло 2010
55-я церемония вручения наград премии «Давид ди Донателло» состоялась 7 мая 2010 года, место проведения — Auditorium di Santa Cecilia.

## Победители и номинанты

### Лучший фильм
- Тот, кто придёт, режиссёр Джорджо Диритти
- Баария, режиссёр Джузеппе Торнаторе
- Первое прекрасное , режиссёр Паоло Вирдзи
- Холостые выстрелы, режиссёр Ферзан Озпетек
- Побеждать, режиссёр Марко Беллоккьо

### Лучшая режиссура
- Марко Беллоккьо — Побеждать
- Джузеппе Торнаторе — Баария
- Джорджо Диритти — Тот, кто придёт
- Паоло Вирдзи — Первое прекрасное
- Ферзан Озпетек — Холостые выстрелы

### Лучший дебют в режиссуре
- Валерио Мьели — Десять зим
- Сузанна Никкьярелли — Космонавтка
- Клаудио Ноче — Здравствуй, Аман
- Марко Кьярини — Спичечный человек
- Джузеппе Капотонди — Двойной час

### Лучший сценарий
- Франческо Бруни, Франческо Пикколо и Паоло Вирдзи — Первое прекрасное
- Джим Керрингтон, Андреа Пургатори, Марко Ризи и Maurizio Cerino — Фортапаш
- Джорджо Диритти, Giovanni Galavotti и Таня Педрони — Тот, кто придёт
- Иван Котронео и Ферзан Озпетек — Холостые выстрелы
- Марко Беллоккьо и Даниэла Чезелли — Побеждать

### Лучший продюсер
- Симона Бачини и Джорджо Диритти — Тот, кто придёт
- Джиампаоло Летто и Марио Спедалетти — Баария
- Анджело Барбагалло и Джанлука Курти — Фортапаш
- Доменико Прокаччи — Холостые выстрелы
- Марио Джианани — Побеждать

### Лучшая женская роль
- Микаела Рамаццотти — Первое прекрасное
- Грета Дзукки Монтанари — Тот, кто придёт
- Стефания Сандрелли — Первое прекрасное
- Маргерита Буй — Белое пространство
- Джованна Меццоджорно — Побеждать

### Лучшая мужская роль
- Валерио Мастандреа — Первое прекрасное
- Либеро Де Риенцо — Фортапаш
- Антонио Альбанезе — Сердечный вопрос
- Ким Росси Стюарт — Сердечный вопрос
- Филиппо Тими — Побеждать

### Лучшая женская роль второго плана
- Илариа Оккини — Холостые выстрелы
- Анита Кравос — Подними голову
- Альба Рорвахер — Тот, кто придёт
- Клаудия Пандольфи — Первое прекрасное
- Елена София Риччи — Холостые выстрелы

### Лучшая мужская роль второго плана
- Эннио Фантастичини — Холостые выстрелы
- Ряд актёров — Баария
- Пьерфранческо Фавино — Поцелуй меня ещё раз
- Марко Джаллини — Роковая Лара
- Марко Мессери — Первое прекрасное

### Лучшая операторская работа
- Даниэле Чипри — Побеждать
- Энрико Лучиди — Баария
- Роберто Чиматти — Тот, кто придёт
- Никола Пекорини — Первое прекрасное
- Маурицио Кальвези — Холостые выстрелы

### Лучшая музыка
- Эннио Морриконе — Баария
- Marco Biscarini и Даниэле Фурлати — Тот, кто придёт
- Карло Вирзи — Первое прекрасное
- Паскуале Каталано — Холостые выстрелы
- Карло Кривелли — Побеждать

### Лучшая песня
- Baciami ancora, Джованотти — Поцелуй меня ещё раз
- Angela, Кекко Дзалоне — Я падаю с облаков
- 21st Century Boy, Bad Love Experience — Первое прекрасное
- Sogno, Патти Право — Холостые выстрелы
- Canzone in prigione — Марлен Кунц — Все свободны

### Лучшая художественная постановка
- Марко Дентичи — Побеждать
- Маурицио Сабатини — Баария
- Джанкарло Базили — Тот, кто придёт
- Тонино Дзера — Первое прекрасное
- Андреа Кризанти — Холостые выстрелы

### Лучший костюм
- Серджо Балло — Побеждать
- Луиджи Бонанно — Баария
- Лия Франческа Морандини — Тот, кто придёт
- Габриэлла Пескуччи — Первое прекрасное
- Алессандро Лаи — Холостые выстрелы

### Лучший визаж
- Франко Корридони — Побеждать
- Джино Замприоли — Баария
- Амель Бен Зольтане — Тот, кто придёт
- Паола Гаттабруси — Первое прекрасное
- Луиджи Роккетти и Эржебет Форгач — Mi ricordo Anna Frank

### Лучший парикмахер
- Alberta Giuliani — Побеждать
- Giusy Bovino — Баария
- Aldo Signoretti и Susana Sanchez Nunez — Я, Дон Жуан
- Daniela Tartari — Тот, кто придёт
- Massimo Gattabrusi — Первое прекрасное

### Лучший монтаж
- Франческа Кальвелли — Побеждать
- Массимо Квалья — Баария
- Джорджо Диритти и Паоло Марцони — Тот, кто придёт
- Симона Манетти — Первое прекрасное
- Патрицио Мароне — Холостые выстрелы

### Лучший звук
- Карло Миззиденти — Тот, кто придёт
- Фаузи Тхабет — Баария
- Бруно Пуппаро — Родители и дети. Взболтать перед употреблением
- Марио Иагуан — Первое прекрасное
- Гаэтано Чарито — Побеждать

### Лучшие визуальные эффекты
- Paola Trisoglio и Stefano Marinoni — Побеждать
- Mario Zanot — Баария
- LIMINA — Тот, кто придёт
- Ermanno Di Nicola — Спичечный человек
- EDI — Effetti Digitali Italiani — Первое прекрасное

### Лучший документальный фильм
- La bocca del lupo, режиссёр Пьетро Марчелло
- Hollywood sul Tevere, режиссёр Марко Спагноли
- L’isola dei sordobimbi, режиссёр Стефано Каттини
- The One Man Beatles, режиссёр Козимо Мессери
- Valentina Postika in attesa di partire, режиссёр Кэтрин Карон

### Лучший короткометражный фильм
- Passing Time, режиссёр Лаура Биспури
- L’altra metà, режиссёр Pippo Mezzapesa
- Buonanotte, режиссёр Риккардо Банфи
- Nuvole, mani, режиссёр Симон Масси
- Uerra, режиссёр Паоло Сассанелли

### Лучший европейский фильм
- Концерт, режиссёр Раду Михайляну
- Белая лента, режиссёр Михаэль Ханеке
- Пророк, режиссёр Жак Одиар
- Душевная кухня, режиссёр Фатих Акин
- Добро пожаловать, режиссёр Филипп Льоре

### Лучший иностранный фильм
- Бесславные ублюдки, режиссёр Квентин Тарантино и Элай Рот
- Серьёзный человек, режиссёр Итан Коэн и Джоэл Коэн
- Аватар, режиссёр Джеймс Кэмерон
- Непокоренный, режиссёр Клинт Иствуд
- Мне бы в небо, режиссёр Джейсон Райтман

### Premio David Giovani
- Баария, режиссёр Джузеппе Торнаторе
- Поцелуй меня ещё раз, режиссёр Габриэле Муччино
- Родители и дети. Взболтать перед употреблением, режиссёр Джованни Веронези
- Роковая Лара, режиссёр Карло Вердоне
- Тот, кто придёт, режиссёр Джорджо Диритти

### Премия «Давид ди Донателло» за жизненные достижения
- Тонино Гуэрра
- Лина Вертмюллер
- Бад Спенсер
- Теренс Хилл